# CDKAL1
CDKAL1‏ (CDK5 regulatory subunit associated protein 1 like 1) هوَ بروتين يُشَفر بواسطة جين CDKAL1 في الإنسان.